# Omloop van West-Brabant
De Omloop van West-Brabant was een eendaagse Belgische wielerwedstrijd die tussen 1961 en 1988 jaarlijks plaatsvond. De wedstrijd vond plaats in de omgeving van Ganshoren op de grens van West-Brabant en het Brussels Hoofdstedelijk Gewest.